# Патоген-ассоциированные молекулярные паттерны
Патоге́н-ассоции́рованные молекуля́рные па́ттерны (англ. Pathogen-associated molecular patterns, PAMPs) — молекулярные структуры, консервативные для определённых групп патогенных микроорганизмов и необходимые для их жизнедеятельности. Как у животных, так и у растений их распознают рецепторы распознавания паттернов (PRRs), в том числе Toll-подобные рецепторы (TLRs). Благодаря PAMP иммунная система распознаёт патогены и защищает организм от инфекции.
В начале иммунного ответа запускается секреция воспалительных цитокинов и хемокинов. PAMP могут запускать созревание иммунных клеток, которые могут затем перемещаться в лимфоузлы и активировать адаптивный иммунный ответ, в том числе продукцию антител против специфических патогенов.
Хотя термин "PAMP" появился относительно недавно (Чарлз Джейнуэй предложил его в 1989 году), идея о существовании молекул патогенных микроорганизмов, которые распознают иммунные рецепторы хозяина, была высказана много десятилетий назад, в более старых источниках вместо "PAMP" можно встретить термин «рецептор эндотоксина». Распознавание PAMPs при помощи PRRs активирует несколько сигнальных каскадов в клетках иммунной системы.

## Функции
Клетки врождённого иммунитета (дендритные клетки, макрофаги, нейтрофилы и другие) экспрессируют PRRs, которые не только обнаруживают PAMPs, но и детектируют молекулярные паттерны, ассоциированные с повреждениями, в тканях организма-хозяина (англ. damage-associated molecular patterns, DAMPs). Среди PRRs наиболее часто PAMPs и DAMPs детектируют TLRs, рецепторы комплемента (CR) и рецепторы-мусорщики (англ. scavenger receptor), как и некоторые другие группы рецепторов. TLRs обеспечивают связь между врождённым и адаптивным иммунитетом, поскольку активация TLRs приводит к секреции цитокинов и хемокинов, которые воздействуют на дендритные клетки, которые активируют T-клетки, которые способствуют секреции антител B-клетками. Все эти взаимодействия были бы невозможным без связывания PAMPs с PRR.

## Типы
В качестве PAMPs могут выступать самые разные молекулы, включая гликаны и гликоконъюгаты. Компонент бактериального жгутика флагеллин распознаётся TLR5 за его константный домен, D1. TLR3 распознаёт нуклеиновые кислоты, ассоциированные с вирусами, а именно, двуцепочечную РНК, а неметилированные мотивы CpG детектирует TLR9. Вирусные гликопротеины, входящие в состав вирусной оболочки, как и поверхностные PAMPs грибного происхождения распознаются TLR2 и TLR4. TLR4 распознаёт антиген грамотрицательных бактерий липополисахарид, или эндотоксин (первый представитель PAMPs), благодаря особому молекулярному мотиву в его липидной части. Компонент бактериальной клеточной стенки пептидогликан распознаётся TLR2, как правило, в виде димера с TLR1 или TLR6.
Гетеродимер TLR2 с TLR1 или TLR6 распознаёт несколько PAMPs: липотейхоевая кислота, входящая в состав клеточной стенки грамположительных бактерий, бактериальные липопротеины (такие как растворимые в феноле факторы Staphylococcus epidermidis), а также компонент клеточной стенки дрожжей зимозан. Липотейхоевая кислота запускает не такой сильный иммунный ответ, как липопептиды, поскольку их распознаёт один рецептор (TLR2), а не гетеродимер.
В распознавании вирусных PAMPs принимают участие TLRs, RIG-I-подобные рецепторы (RLRs), рецепторы лектинов C-типа (CLRs), а также инфламмасомы и другие внутриклеточные сенсоры ДНК. CLRs экспрессируются в основном миелоидными клетками, а RLRs локализуются в цитоплазме, где преимущественно детектируют вирусную РНК. Поскольку вирусные инфекции затрагивают цитоплазму заражённой клетки, TLRs, участвующие в распознавании вирусов, локализованы внутри клеток. TLR3 распознаёт двуцепочечную РНК, а TLR7 и TLR8 реагируют на одноцепочечную РНК. Вирусы располагают многочисленными защитными механизмами, позволяющими им ускользать от перечисленных белков.